# Pirit
Pirit je mineral sumpora kemijske formule FeS2. Zlatnožute boje te su ga ljudi mnogo puta mijenjali za zlato. Ime pirit dolazi od grčke riječi πυρίτης (pirites) što znači "od vatre". To je vjerojatno zbog pojave iskri kada ga udaramo čeličnim ili kremenim predmetima. Pirit se pojavljuje najčešće u kockastoj struturi, zbog tako raspoređenih molekula. U narodu je poznat kao "budalino zlato", jer ga je zbog zlatnožute boje, pogreškom lako zamijeniti za zlato, no mnogo je tvrđi od zlata i nije podatan. Obično tvori karakteristične, dobro oblikovane kubne kristale s 12 lica nazvane piritoedroni, a svako lice ima pet strana.

## Nalazišta
Pirit je razmjerno čest, široko rasprostranjem mineral, koji se javlja u više različitih geoloških okvira. U eruptivnim stijenama prevladava kao pomoćni mineral, ali u koncentracijama se može pojaviti u raznim rudnim naslagama, u rasponu od masivnih, gospodarski važnih količina sulfidne rude, preko hidrotermalnih žila do naslaga istiskivanja. Pirit je vrlo raširen i u sedimentnim, posebno blatnim stijenama finoga zrnja, nataloženima u ustajalim uvjetima s niskim kisikom. Bakterije koje smanjuju sumpor pomažu tvorbu malih piritnih kristala u blatu, koji se sačuvaju, kako se naslage skrute u stijenu. Kad se blatna stijena preobrazi u škriljevac, pirit može narasti u veće kristale, pa ponekad zamijeni školjke ili kosti fosila.